# Detektor kovin
Detektor kovin je elektronska priprava, ki zaznava prisotnost kovin v bližini. Uporablja se za iskanje kovinskih predmetov nad ali pod zemljo in za varnostni pregled ljudi (na letališčih na večjih koncertih, zaporih, ...).

## Zgodovina
Prvi industrijski detektorji kovin so bili izdelani leta 1960 in so bili namenjeni industrijskemu in rudarskemu sektorju. Sedaj imajo detektorji kovin večje območje uporabnosti, kot na primer za iskanje neeksplodiranih ubojnih sredstev in predvsem za detekcijo nedovoljenih predmetov na letališčih, zaporih, na večjih festivalih itd. Uporabljajo se tudi za iskanje mineralov, za pomoč pri arheoloških izkopavanjih, za detekcijo kovinskih tujkov v hrani in človeških telesih, v gradbeni industriji se uporabljajo za lociranje jeklenih betonskih armatur in za iskanje žic in cevi zakopanih v tla ali stene.
Konec 19. stoletja so znanstveniki in inženirji uporabili svoje znanje električne teorije z namenom izboljšanja postopka lociranje rude. Zgodnji stroji so bili zelo težki, za delovanje so uporabljali zelo veliko električne energije (akumulatorji) in so bili zelo nenatančni in omejeni.

## Delovanje
Sestavljen je iz sonde oziroma senzorja, ki oddaja elektromagnetno polje, ko pri iskanju naleti na kovino se kovina omagneti in odda svoje lastno magnetno polje, to zazna senzor, ki pošlje signal monitorju oziroma računalniku. V računalniku se ta podatek obdela in nam na monitorju pokaže bližino predmeta ter za katero kovino gre. Večina detektorjev oddaja tudi zvok (pisk), ki nam pove oddaljenost predmeta. Detektorji namenjeni pregledovanju ljudi prisotnost kovin nakažejo z vibriranjem ali s piskom.